# Spillover (antena)
Spillover es un efecto que se produce en las antenas parabólicas cuando la radiación emitida por el alimentador primario situado en el foco de la parábola desborda la superficie del plato de la antena provocando una pérdida de ganancia en la señal.